# Château de Westenhanger
Le château de Westenhanger est un manoir fortifié autrefois propriété de la royauté, situé à côté de la gare de Westenhanger et de la tribune de l'hippodrome de Folkestone dans le Kent. Le château a connu une période de déclin constant jusqu'à la quasi-ruine ces dernières années, mais les propriétaires actuels ont engagé un programme de consolidation, de conservation et de restauration du château et des bâtiments attenants. Il est maintenant utilisé comme lieu de conférence et de mariage.

## Histoire
À son apogée, le château de Westenhanger est un manoir quadrangulaire fortifié du XIVe siècle, reflétant l'opulence de ses propriétaires de l'époque. Cependant, son histoire commence il y a près de 1 000 ans, en 1035, lorsque Knut le Grand possède le domaine.
La famille de Criol, descendante de Bertram de Criol, est initialement responsable en 1343 de la construction d'une structure permanente sur le site. Le château reste dans la famille jusqu'à la Guerre des Deux-Roses où Thomas Kyriell est décapité au lendemain de la Seconde bataille de St Albans sur ordre de la reine Marguerite d'Anjou. Thomas de Criol n'avait pas de fils et Westenhanger passe à son gendre, John Fogge. Le manoir comprend à l'époque 126 pièces.
Westenhanger a une riche histoire avec la royauté et la noblesse, étant liée à Henri II, Rosemonde Clifford, Édouard Poynings, Henri VIII, la reine Elizabeth Ire, Customer Smythe et Percy Clinton Sydney Smythe.
En 1588, alors propriété de Thomas Smythe, la reine Elizabeth utilise le château comme centre de commandement des 14 000 soldats du Kent qui devaient défendre la côte sud contre l'Invincible Armada.
En 1656, Charles II en exil se laisse convaincre de retourner en Angleterre et à Westenhanger, idéalement situé à proximité des côtes anglaises. Des milliers d'hommes armés ont pour instruction de se cacher dans les bois environnants et lorsque le roi entrerait dans la maison, ils recevraient l'ordre de se précipiter et d'assassiner le roi et ses partisans. Cependant, le roi est prévenu alors qu’il s’apprête à partir pour l’Angleterre.

## Actuel
Au fil des siècles, le château est réduit en taille et est gravement négligé. Depuis le milieu des années 1990, les propriétaires actuels travaillent avec English Heritage pour consolider la maçonnerie et empêcher une nouvelle détérioration du manoir, des murs du château et des bâtiments associés. Les impressionnantes granges médiévales qui se dressent intactes à l'extérieur de la courtine ont récemment été réunies au château sous une seule propriété et des travaux sont en cours pour restaurer ces granges dans un état proche de leur état d'origine.
Il est désormais loué comme lieu de conférence et de mariage. L'accès se fait via l'entrée de l'hippodrome, à côté du segment Westenhanger de Stone Street.

## Sources
- Roy Ingleton, Fortress Kent: The Guardian of England, Barnesley, South Yorkshire, Pen & Sword Military, 2012 (ISBN 9781848848887, lire en ligne)
- A.J. Pearman, History of Ashford, Ashford, H. Igglesden, 1868 (lire en ligne), 25
- « Thomas Smythe, of Westenhanger, Commonly Called Customer Smythe », Archaeologia Cantiana, vol. 17,‎ 1887, p. 193–208